# Taxeotis acrothecta
Taxeotis acrothecta là một loài bướm đêm trong họ Geometridae.